# 1303

## Události
- 4. duben – francouzsko-vlámská bitva u Arques
- 25. květen – svatba Václava II. a Elišky Rejčky
- 13. červenec – římský král Albrecht I. Habsburský skládá papeži Bonifácovi slib věrnosti
- 8. srpna – Zemětřesení na Krétě, pravděpodobně s epicentrem v Helénském oblouku, o síle 8 stupňů. Následnou vlnou tsunami byla poničena města Heráklion na Krétě, Alexandrie a přístavní město Akko. Nejvíce poničeny byly strategické budovy přístavních města a mezi oběťmi byly především ženy a děti. Počet obětí není znám.
- 7. září – francouzsko-italské oddíly zaútočily na papežské sídlo v Anagni s cílem zabránit papeži Bonifáci VIII. ve vydání buly Super Petri solio
- Kunhuta Přemyslovna se stává abatyší benediktinského kláštera na Pražském hradě

## Narození
- 22. února – Šidebala, císař říše Jüan a chán mongolské říše († 4. září 1323)
- Brigita Švédská, švédská katolická mystička a světice († 23. července 1373)

## Úmrtí
- 5. března – Daniil Alexandrovič, moskevský kníže (* 1261)
- 19. května – Ivo Bretaňský, francouzský církevní soudce, obhájce a světec (* 17. října 1253)
- 6. července – Ota VI. Braniborský, braniborský markrabě (* 1252)
- 8. srpna – Jindřich Kastilský, kastilský infant a římský senátor (* po 10. březnu 1230)
- 11. října – Bonifác VIII., papež (* 1235)
- 27. října – Beatrix Kastilská, portugalská královna jako manželka Alfonse III. (* 1242)
- ? – Guy z Lusignanu, kyperský konstábl (* asi 1275)

## Hlava státu
Jižní Evropa
- Iberský poloostrov
  - Portugalské království – Dinis I. Hospodář
  - Kastilské království – Ferdinand IV. Pozvaný
  - Aragonské království – Jakub II. Spravedlivý
- Itálie
  - Papežský stát – Bonifác VIII.
  - La serenissima – Pietro Gradenigo

Západní Evropa
- Francouzské království – Filip IV. Sličný
- Anglické království – Eduard I. Dlouhán

Severní Evropa
- Norské království – Haakon V. Magnusson
- Švédské království – Birger Magnusson
- Dánské království – Erik VI. Menved

Střední Evropa
- Svatá říše římská – Albrecht I. Habsburský
  - České království – Václav II.
  - Hrabství henegavské – Jan II. Holandský
- Polské království – Václav I. Český
- Uherské království – Ladislav V. Český

Východní Evropa
- Litevské velkoknížectví – Vytenis
- Moskevská Rus – Daniil Alexandrovič – Jurij III. Daniilovič
- Bulharské carství – Teodor Svetoslav
- Byzantská říše – Andronikos II. Palaiologos

Blízký východ a severní Afrika
- Kyperské království – Jindřich II. Kyperský
- Osmanská říše – Osman I.